# Amata cyanea
Amata cyanea är en fjärilsart som beskrevs av George Francis Hampson 1914. Amata cyanea ingår i släktet Amata och familjen björnspinnare. Inga underarter finns listade i Catalogue of Life.